# Méprise (mini-série, 1985)
Pour les articles homonymes, voir Méprise.
Méprise (Doubletake), est une mini-série américaine réalisée par Jud Taylor, et mettant en scène Richard Crenna diffusée les 24 novembre 1985 et 26 novembre 1985.
En France, la mini-série a été rediffusée en un téléfilm raccourci de 90 minutes le 4 janvier 1990 sur La Cinq.

## Distribution
Sauf indication contraire, les informations mentionnées dans cette section peuvent être confirmées par la base de données cinématographiques IMDb,  présente dans la section « Liens externes ».
- Richard Crenna : Frank Janek
- Beverly D'Angelo : Caroline Wallace
- Vincent Baggetta (en) : Sal
- Paul Gleason : Henley
- Cliff Gorman : Aaron
- Drew Snyder : Stanger
- Lee Richardson : Hart
- Julie Bovasso : Lou DiMona
- Eddie Jones : Sweeney
- Lois Smith : Sarah